# مدار مجتمع دیجیتال برنامه‌پذیر

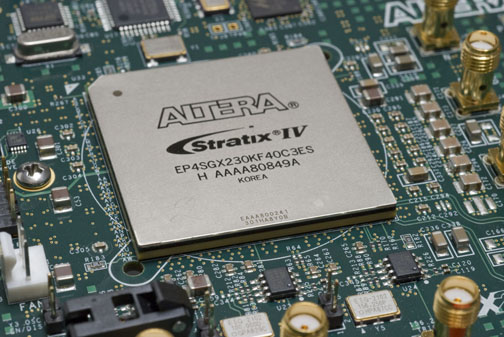
یک اف‌پی‌جی‌اِی جی‌ایکس استراتیکس چهار، مدل آلترا

آرایه دروازه برنامه‌پذیر در محل (FPGA) (آرایه‌ی دروازه‌ی میدانی برنامه‌پذیر)
یک مدار یکپارچه طراحی شده‌است که پس از ساخت، توسط مشتری یا طراح قابل برنامه‌ریزی در محل خود است؛ از این رو به آن «برنامه‌پذیر در محل» گفته می‌شود. پیکربندی FPGA به‌طور کلی با استفاده از یک زبان توصیف سخت افزاری (HDL)، مشابه آنچه که برای یک مدار یکپارچه خاص برنامه (ASIC) مورد استفاده قرار می‌گیرد، مشخص می‌شود. (نمودارهای مدار قبلاً برای مشخص کردن پیکربندی استفاده شده بود، همانطور که برای ASICها بود، اما این به‌طور فزاینده‌ای نادر است.)

FPGAها حاوی آرایه‌ای از بلوک‌های منطقی برنامه‌ریزی شده و سلسله مراتبی از اتصالات مجدد قابل تنظیم است که اجازه می‌دهد بلوک‌ها با یکدیگر هماهنگ شوند، مانند بسیاری از دروازه‌های منطقی که می‌توانند در پیکربندی‌های مختلف به یکدیگر متصل شوند. بلوک‌های منطقی را می‌توان برای انجام وظایف ترکیبی پیچیده یا گیت منطقی ساده مانند AND و XOR پیکربندی کرد. در اکثر FPGAها، بلوک‌های منطقی شامل عناصر حافظه می‌شوند که ممکن است فلیپ فلاپ‌های ساده یا بلوک‌های کامل‌تر حافظه باشد.

## کاربرد

### ماهواره
برای کاربران با امکانات مالی اندک در زمینهٔ تولید ماهواره، اف‌پی‌جی‌ای‌ها می‌توانند وقت و هزینهٔ زیادی را کاهش دهند. این مؤلفهٔ مثبت باعث شده‌است که این مدارهای مجتمع با وجود حساسیت در برابر پرتوهای کیهانی، به تعداد بالا مورد استفاده قرار بگیرند. البته برای اینکه پروژه دچار اخلال نشود، در ماهواره‌ها از ترکیب سه‌گانهٔ این آی‌سی‌ها استفاده می‌شود تا در صورت از کارافتادن یک، یا دو تا از آن‌ها کار ابزار فضایی ادامه پیدا کند.